# Mistrz Bedforda
Mistrz Bedforda (Mistrz Godzinek Księcia Bedford) – iluminator książek aktywny w Paryżu w XV wieku, znany głównie z Godzinek Bedforda.  
Mistrz Bedforda pracował w Paryżu w latach 1415-1430. Wykonał wówczas trzy kodeksy dla diuka Bedford: Godzinki Bedford (1423-1430) z portretami księcia i jego żony Anny Burgundzkiej, podarowane Henrykowi VI Angielskiemu; Brewiarz Bedford (Brewiarz z Salisbury) (1424-1433); trzeci kodeks Bedforda (dawniej znany jako Pontyfikał), zniszczony w 1871 roku. Te trzy kodeksy pozwoliły historykom na przypisanie artyście innych zespołów iluminacji, datowanych na różne lata i o różnym stopniu autorstwa. 
Historycy: Elisabeth Spencer i Catherine Reynolds, dzięki pracy porównawczej, określiły chronologię działalności Mistrza i jego pracowni. Spod jego ręki wyszły dzieła: 
- Brewiarz Delfina Francji, Luis de Guyenne (Bibliothèque Municipale w Chateauroux);
- miniatury w Godzinkach Bedford;
- Godzinki Lemoignom (Museo Gulbenkian w Lizbonie);
- Godzinki Wiedeńskie (Österreichische Nationalbibliothek w Wiedniu);
- Godzinki Sobieskich (Windsor Castle);
- Brewiarz Salisbury[3] z pierwszej fazy z lat 1424-1433.

Po roku 1430 w jego pracowni, działającej do roku 1465, powstało kilka prac, stworzonych przez jego uczniów, zwanych Bedford Trend. Z warsztatu wyszły: L'Arbe des batailles (1460), Guerres puniques (1457-1461), Cas des nobles hommes et femmes (1465) oraz według historyka Paula Durrieu kilka innych kodeksów iluminowanych i prac, m.in. ukończenie Grandes Heures księcia de Berry czy  Biblii Jana bez Trwogi.